# 國際電信大廈
國際電信大廈，前稱國際電訊大廈，是香港一座寫字樓，位於九龍尖沙咀中間道10號。大廈由大東電報局興建，1981年落成。1983年，香港第二座國際電話轉接中心在此開始服務。現時由與澳洲電訊各佔50%形式合組國際通訊公司REACH管理。

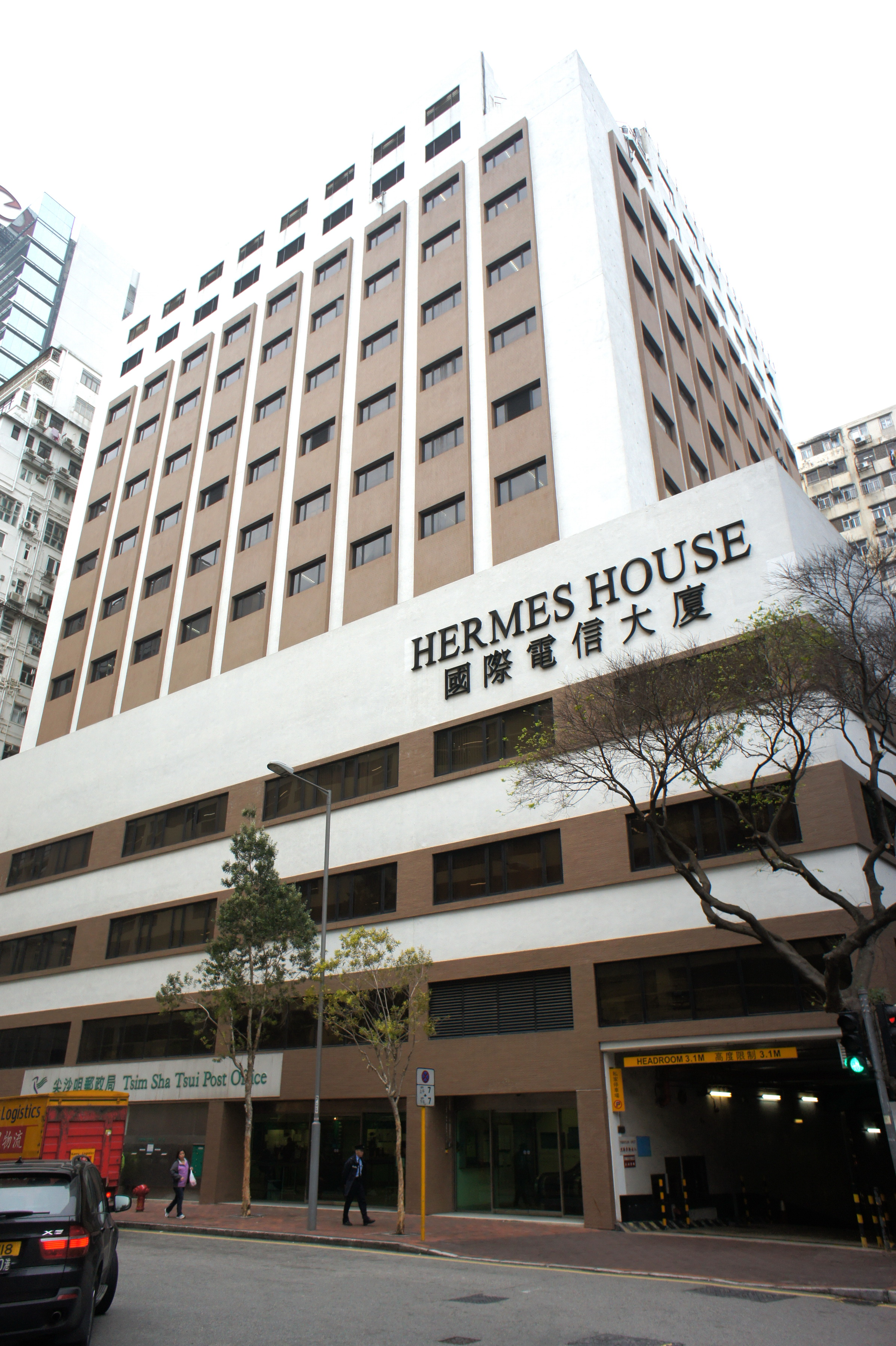
國際電信大廈

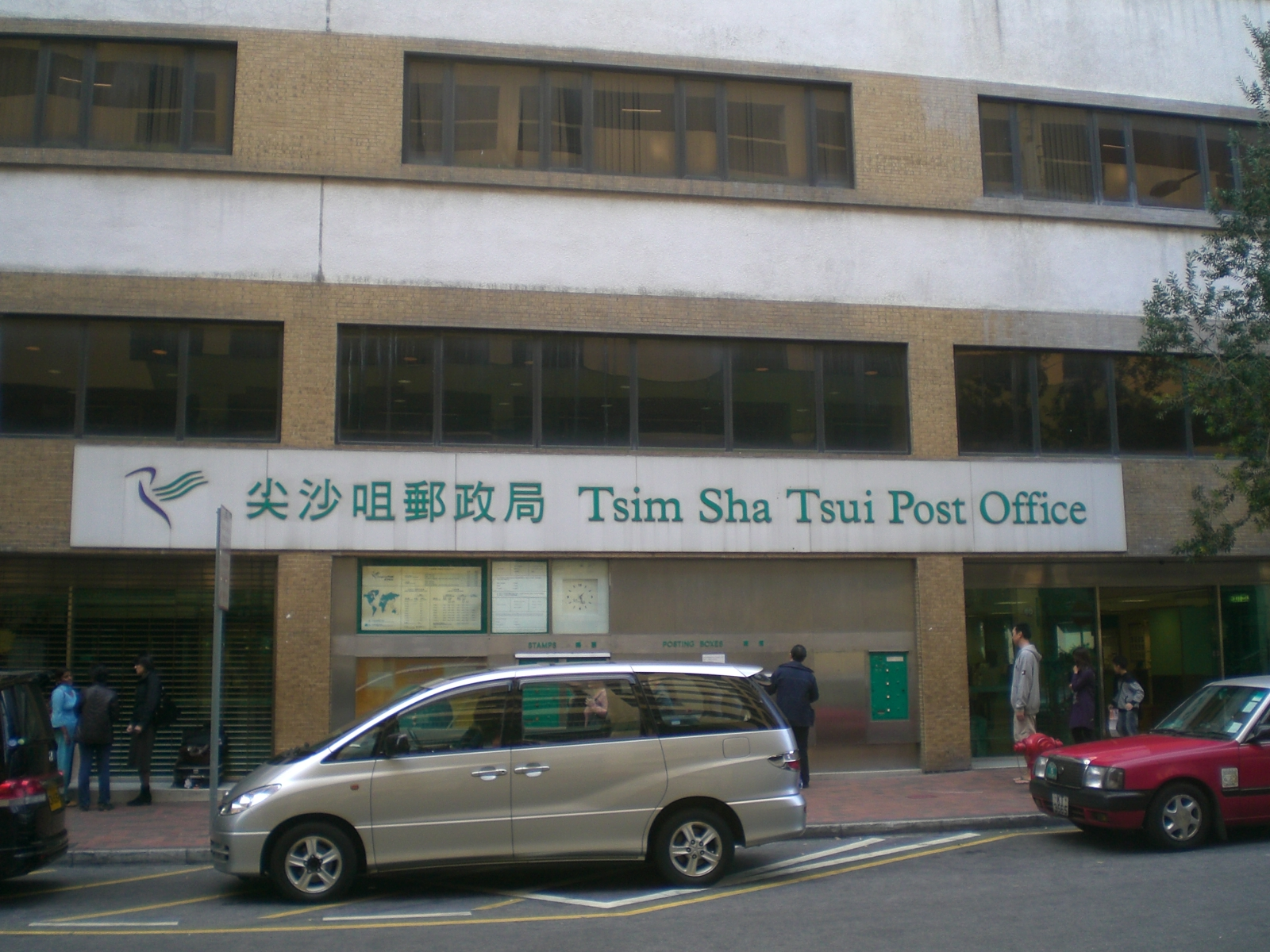
地下及1樓的尖沙咀郵政局

國際電信大廈的英文名稱「Hermes」，是取自希臘奧林匹斯十二主神之一赫耳墨斯，代表通信及郵政之神。

## 經歷
大廈的前身是一座三層高的建築物，原屬香港駐軍，1960年代中成為徙置事務處辦事處。在1983年，香港第二個國際電話接駁中心在國際電信大廈啓用，可容納6萬條線路和2920條國際線路，另外可經由海底光導纖維電纜系統與新水星大廈的國際電話接駁中心連接。

## 租戶
國際電信大廈地下及1樓為尖沙咀郵政局的所在地，而3樓為 CSL 禮品換領中心和香港電訊客戶服務中心，6樓為 REACH 總部。

## 外部連結
维基共享资源上的相關多媒體資源：國際電信大廈